# Joseph Schlagintweit
Joseph Schlagintweit (* 8. Dezember 1792 in Regen; gebürtig Wilhelm August Joseph Schlagintweit; † 10. oder 11. August 1854 in München) war ein deutscher Ophthalmologe.

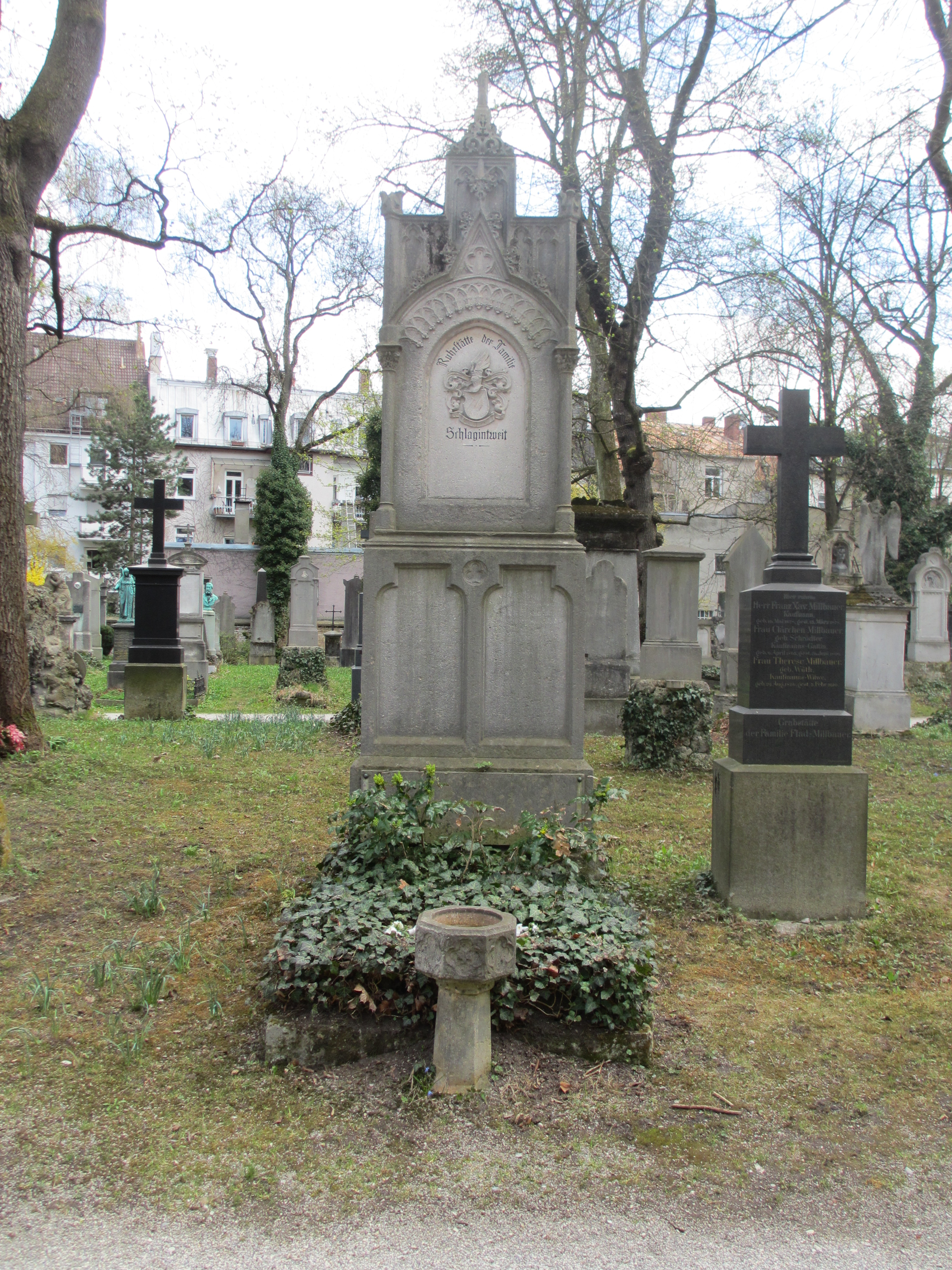
Grab von Joseph Schlagintweit auf dem Alten Südlichen Friedhof in München

## Leben
Er studierte Medizin an der Universität Landshut und wurde 1816 mit der Dissertation De cataractarum origine promoviert. 1822 gründete er in München eine private Heilanstalt für Augenkranke, die er bis zu seinem Tod leitete. Von 1836 bis 1837 war er zudem leitender Arzt am Cholerahospital des Grafen Arco auf Valley und seit 1837 dirigierender Arzt am Königlichen Blindeninstitut. Schlagintweit erfand das Operationsinstrument Regenbogenhaut-Häkchen, Iriankistron.
1824 heiratete er Rosalie Seidl (1805–1839), eine gebürtige Högersbräuerin. Er bekam mit ihr die Söhne Adolf, Emil, Hermann, Robert und Eduard Schlagintweit, die durch Hauslehrer naturwissenschaftlich ausgebildet wurden. Die Tochter Augusta (1839–1839) starb kurz nach der Geburt. Dabei starb auch Rosalia.
1841 heiratete er Magdalena Elbracht (1800–1843), Tochter des Generals Franz von Elbracht, die jedoch schon 1843 starb. Aus dieser Ehe ging die Tochter Augusta "Mathilde" Schlagintweit hervor, die später Ehefrau des Generalleutnants Max Ritter von Schuh (1838–1911) wurde.
Joseph Schlagintweit heiratete nach dem frühen Tod seiner zweiten Frau Magdalena ein drittes Mal: Johanna Prentner (1813–1891). Aus dieser dritten Ehe gingen die Kinder Louis, Jolanda, Maria, Max, Albrecht und Anna Schlagintweit hervor. 
Sein Neffe, der Bezirksingenieur Anton Schlagintweit (1835–1904), war der Vater der Mediziner Felix (1868–1950) und Oskar Schlagintweit (1875–1964), die über lange Zeit gemeinsam in Bad Brückenau praktizierten.

## Grabstätte
Die Grabstätte von Joseph Schlagintweit befindet sich auf dem Alten Südlichen Friedhof in München (Gräberfeld 2 – Reihe 7 – Platz 16/17) Standort. In dem Grab liegen auch seine Söhne Adolf Schlagintweit und Hermann Schlagintweit.

## Schriften
- De cataractum origine (Freisingen, 1816)
- Ueber den gegenwärtigen Zustand der künstlichen Pupillenbildung in Teutschland (1818)
- Entwurf zur neuen Organisation des Medicinal-Armenwesens der Haupt- und Residenzstadt München (1837)
- Die bösartige Augenentzündung der Neugebornen, ihre Entstehung, Verhütung u. sichere Heilung; nebst Vorschriften für die Hebammen über ihr Verhalten bei dem ersten Auftreten dieser gefährlichen Augenkrankheit (1852)